# Liparis stenophylla
Liparis stenophylla är en orkidéart som beskrevs av Rudolf Schlechter. Liparis stenophylla ingår i släktet gulyxnen, och familjen orkidéer. Inga underarter finns listade i Catalogue of Life.